# Fața pierdută (film)
Fața pierdută (titlul original: în cehă Ztracená tvár) este un film de comedie cehoslovac, realizat în 1965 de regizorul Pavel Hobl, după povestirea omonimă a scriitorului Josef Nesvadba, protagoniști fiind actorii Vlastimil Brodský, Jana Brejchová, Jana Břežková și Fred Delmare.
Acțiunea, bazată pe povestirea și scenariul lui Josef Nesvadba, are loc în lumea interlopă din Praga a anilor 1930, într-un mediu întunecat, plin de împușcături, operații chirurgicale îngrozitoare și scene de dragoste comice.

## Rezumat
Protagonistul poveștii science-fiction este doctorul săracilor și în același timp, talentat savant Dr. Bartoš, care descoperă o nouă metodă de transplant perfect, al feței umane. El însuși este supus unei intervenții chirurgicale când este forțat să-și schimbe fața sub presiunea gangsterului Urban Kráječ, care este suspectat de jaf și crimă. Bartoš ia forma unui criminal, în care apoi se și transformă treptat. La început își pierde fața fizică și mai târziu fața morală.

## Distribuție
- Vlastimil Brodský – dr. Bartoš
- Jana Brejchová – fiica lui Kirchenbruch
- Jana Břežková –
- Fred Delmare – Urban Kráječ
- Jarmila Bechynová – isterica
- Marie Vásová – Marion
- Martin Růžek – prof. Kirchenbruch
- Nina Popelíková – doamna Kirchenbruchová
- Jiří Vala – dr. Rosen
- Zlatomír Vacek – Had
- Jiří Bukvaj –	un oaspete
- Gabriela Bártlová –
- Jiřina Bílá – un oaspete
- Karel Effa – Hmaták
- Frantisek Filipovský – părintele Hopsasa
- Eva Foustková –
- Anny Freyová –
- Svatopluk Skládal – Straka
- Jaroslav Marvan –	comisarul
- Václav Wasserman – un oaspete
- Zuzana Schnöblingová – doamna din casa groazei
- Antonín Jedlička – detectivul
- Hynek Nemec –
- Eva Olmerová –
- Jaroslav Orlický –
- Eduard Pavlícek –
- Václav Podhorský –
- Marie Popelková –
- Zdenka Procházková –
- Jiří Holý – naratorul